# (7172) Multatuli
(7172) Multatuli est un astéroïde de la ceinture principale.

## Description
(7172) Multatuli est un astéroïde de la ceinture principale. Il fut découvert le 17 février 1988 à La Silla par Eric Walter Elst. Il présente une orbite caractérisée par un demi-grand axe de 2,42 UA, une excentricité de 0,15 et une inclinaison de 3,3° par rapport à l'écliptique.

## Compléments